# Oliver Trinder
Oliver Geoffrey Trinder (ur. 3 października 1907 w Dartford, zm. 12 lutego 1981 w Sunninghill) – brytyjski szermierz, brązowy medalista mistrzostw świata.
Kształcił się w Harrow School i University of Cambridge.
Podczas mistrzostw świata w Budapeszcie w 1933 roku (oficjalnie zawody tego cyklu rozgrywane są pod tą nazwą dopiero od 1937) Brytyjczycy w składzie: Charles de Beaumont, Craven Hohler, John Emrys Lloyd, Arthur Pilbrow i Oliver Trinder zdobyli brązowy medal w szabli drużynowej. 
Na igrzyskach olimpijskich w Berlinie w 1936 roku w turnieju drużynowym szablistów odpadł w ćwierćfinałach, a indywidualnie dotarł do półfinałów. Były to jego jedyne starty olimpijskie.
Czterokrotnie zdobywał mistrzostwo kraju w szabli indywidualnej: w latach 1930, 1931, 1933 i 1934.